# Isocybus erato
Isocybus erato är en stekelart som först beskrevs av Walker 1836.  Isocybus erato ingår i släktet Isocybus och familjen gallmyggesteklar. Inga underarter finns listade i Catalogue of Life.